# Konik leśny
Konik leśny (Chorthippus vagans) – gatunek owada prostoskrzydłego z rodziny szarańczowatych (Acrididae). Występuje w Europie, Azji i Afryce Północnej. W Polsce jest gatunkiem szeroko rozprzestrzenionym, występującym jednak lokalnie, związanym ze środowiskiem leśnym (prześwietlone lasy liściaste i mieszane oraz świeże bory sosnowe).